# Hsiang-Tsung Kung
Hsiang-Tsung Kung, oft als H. T. Kung zitiert, (chinesisch 孔祥重, Pinyin Kǒng Xiángchóng, * 9. November 1945 in Shanghai, China)  ist ein chinesisch-US-amerikanischer Informatiker und Computerarchitekt.

## Leben
Kung studierte an der Tsing-Hua-Nationaluniversität mit dem Bachelor-Abschluss 1968, erhielt seinen Master-Abschluss 1970 an der University of New Mexico und wurde 1974 an der Carnegie Mellon University bei Joseph Frederick Traub promoviert (Topics in Analytic Computational Complexity).  1974 wurde er Assistant Professor und später Professor an der Carnegie Mellon University und war ab 1992 Gordon McKay Professor für Elektrotechnik und Informatik an der Harvard University. Heute ist er William H. Gates Professor. Er entwickelte mit der Harvard Business School ein Programm PhD in Information, Technology and Management.
Er ist Mitglied der National Academy of Engineering und der Academia Sinica in Taiwan. Er war 1983/84 Guggenheim Fellow. 1991 erhielt er den Inventor of the Year Award der Pittsburgh Intellectual Property Law Association. 2018 wurde Kung zum ersten Präsident der Taiwan AI Academy berufen.
Er befasste sich mit Komplexitätstheorie, Algorithmen, Parallelrechnern und deren Architektur sowie Parallelrechnen, Very Large Scale Integration, Computer- und Telekommunikationsnetzwerken (sowie z. B. Vernetzung von Drohnen), Netzwerksicherheit und Datenbanken. Er ist als Erfinder und Popularisator von Systolischen Arrays bekannt, die er 1978 mit Charles Leiserson einführte. Ab 1984 leitete er verschiedene WARP Projekte an der Carnegie Mellon University, in denen (finanziert durch die DARPA) das Konzept des systolischen Arrays als Basis von Computern erkundet wurde (in Zusammenarbeit mit General Electric, Intel, Honeywell) bis hin zum iWARP ab 1988 mit Intel (in denen der Knoten des Parallelcomputers mit Prozessor, Speicher und Kommunikationslinks auf  einem Chip integriert wurde ähnlich wie beim Transputer).  Außerdem entwickelte er mit John T. Robinson Optimistic Concurrency Control, wofür beide den ACM SIGOPS 2015 Hall of Fame Award für den einflussreichsten Aufsatz über Betriebssysteme der letzten zehn Jahre erhielten, und mit Hong-Jia Wei die Theorie der Input/Output Komplexität. Auch das Konzept des Read-copy-update (RCU), ein Synchronisierungsmechanismus in Betriebssystemen, geht auf ihn zurück. In jüngster Zeit (2015) befasst er sich mit Datenanalyse und Compressive Sensing.
Hsiang-Tsung Kung ist seit 1970 verheiratet und hat zwei Kinder.
Zu seinen Doktoranden zählen Charles Leiserson, Robert Tappan Morris, Brad Karp und Monica Lam.

## Schriften
- H. T. Kung, C. E. Leiserson: Algorithms for VLSI processor arrays; in: Carver Mead, Lynn Conway (Hrsg.): Introduction to VLSI Systems; Addison-Wesley, 1979